# لوون شاتاریان
لوون شاتاریان (ارمنی: Լևոն Շաթրյան؛ ارمنی غربی: Լեւոն Շաթրեան زادهٔ ۱۸۸۰ - درگذشته ۲۸ سپتامبر ۱۹۳۷)، نویسنده، طنزنویس، روزنامه‌نگار نظر و آموزگار اهل ارمنستان بود.

## زندگی‌نامه
وی در ۱۸۸۰ در کنستانتینوپل به دنیا آمد و از آموزشگاه گتروناکان فارغ‌التحصیل شد.  وی در ۲۸ سپتامبر ۱۹۳۷ در سن ۵۷ سالگی در بخارست درگذشت.

## یادداشت
1. ↑  Getronagan Armenian High School